# 竹田和史
竹田 和史（たけだ まさふみ、1950年7月4日 - ）は、兵庫県出身の元プロ野球選手。

## 来歴・人物
1950年に兵庫県で生まれる。育英高等学校では速球派左腕として活躍。1年下の前村泰正と投の二本柱を組み、1967年秋季兵庫大会準決勝に進むが、市神港高の山口高志に抑えられ惜敗。翌年夏の甲子園県予選では連続11三振を奪った実績がある。1968年のドラフト会議において中日ドラゴンズから6巡目で指名され、入団。
プロ入り後は先発投手としてのスタミナが備わっていなかったため、主に中継ぎ投手として起用される。1973年オフには三好真一と共にロッテオリオンズの池辺巌との交換トレードが成立寸前になるが、池辺が拒否し破談となる。翌1974年には中継ぎ、抑えとして29試合に登板し、5勝3セーブを挙げ同年のリーグ優勝に貢献、ロッテとの日本シリーズでも3試合に登板している。1975年には鈴木孝政に次ぐ57試合に登板。1976年オフ、藤波行雄とともにクラウンライターライオンズの基満男とのトレードを通告されるが、これに基と竹田が了承した一方で、藤波が引退も辞さぬ覚悟で強く反発したために消滅（藤波行雄参照）。
結局、竹田は松林茂とのトレードでクラウンに移籍。ここでは先発としても起用され、1978年には初完投勝利を果たす。しかしチーム内で冷遇されたため、自らトレードを志願し、同年オフに球団が「西武ライオンズ」となり福岡県から埼玉県に移転した直後、田淵幸一・古沢憲司との交換トレードが成立し、真弓明信・竹之内雅史・若菜嘉晴と共に阪神タイガースへ移籍した。しかし、移籍後は故障から一軍のマウンドから遠ざかり、1980年限りで現役を引退した。引退後は古巣である中日ドラゴンズへ戻り、スコアラーや打撃投手を務めた。

## 詳細情報

### 年度別投手成績
| 年 度    | 球 団    | 登 板 | 先 発 | 完 投 | 完 封 | 無 四 球 | 勝 利 | 敗 戦 | セ 丨 ブ | ホ 丨 ル ド | 勝 率 | 打 者 | 投 球 回 | 被 安 打 | 被 本 塁 打 | 与 四 球 | 敬 遠 | 与 死 球 | 奪 三 振 | 暴 投 | ボ 丨 ク | 失 点 | 自 責 点 | 防 御 率 | W H I P |
| -------- | -------- | ----- | ----- | ----- | ----- | -------- | ----- | ----- | -------- | ----------- | ----- | ----- | -------- | -------- | ----------- | -------- | ----- | -------- | -------- | ----- | -------- | ----- | -------- | -------- | ------- |
| 1972     | 中日     | 21    | 1     | 0     | 0     | 0        | 0     | 0     | --       | --          | ----  | 99    | 21.0     | 25       | 3           | 13       | 0     | 2        | 10       | 0     | 0        | 9     | 7        | 3.00     | 1.81    |
| 1973     | 中日     | 8     | 0     | 0     | 0     | 0        | 0     | 0     | --       | --          | ----  | 28    | 5.2      | 7        | 2           | 5        | 0     | 0        | 2        | 0     | 0        | 4     | 3        | 4.50     | 2.12    |
| 1974     | 中日     | 29    | 0     | 0     | 0     | 0        | 5     | 2     | 3        | --          | .714  | 167   | 41.2     | 29       | 6           | 22       | 0     | 2        | 21       | 1     | 0        | 17    | 15       | 3.21     | 1.22    |
| 1975     | 中日     | 57    | 1     | 0     | 0     | 0        | 5     | 3     | 2        | --          | .625  | 339   | 80.1     | 66       | 15          | 41       | 3     | 1        | 59       | 3     | 0        | 35    | 33       | 3.71     | 1.33    |
| 1976     | 中日     | 25    | 1     | 0     | 0     | 0        | 0     | 1     | 0        | --          | .000  | 132   | 27.1     | 42       | 9           | 16       | 1     | 1        | 15       | 0     | 1        | 26    | 25       | 8.33     | 2.12    |
| 1977     | クラウン | 24    | 6     | 0     | 0     | 0        | 1     | 2     | 0        | --          | .333  | 218   | 49.0     | 53       | 9           | 27       | 2     | 0        | 23       | 1     | 1        | 31    | 29       | 5.33     | 1.63    |
| 1978     | クラウン | 28    | 8     | 1     | 0     | 1        | 1     | 5     | 0        | --          | .167  | 287   | 66.0     | 68       | 6           | 21       | 0     | 1        | 27       | 2     | 0        | 30    | 25       | 3.41     | 1.35    |
| 1979     | 阪神     | 7     | 0     | 0     | 0     | 0        | 0     | 1     | 0        | --          | .000  | 34    | 5.1      | 12       | 2           | 6        | 1     | 1        | 3        | 1     | 0        | 11    | 9        | 16.20    | 3.38    |
| 通算:8年 | 通算:8年 | 199   | 17    | 1     | 0     | 1        | 12    | 14    | 5        | --          | .462  | 1304  | 296.1    | 302      | 52          | 151      | 7     | 8        | 160      | 8     | 2        | 163   | 146      | 4.44     | 1.53    |

### 記録
- 初登板：1972年4月30日、対ヤクルトアトムズ5回戦（中日スタヂアム）、9回表に4番手で救援登板・完了、1回1失点（自責点0）
- 初奪三振：1972年5月16日、対読売ジャイアンツ7回戦（後楽園球場）、8回裏に王貞治から
- 初先発：1972年8月2日、対ヤクルトアトムズ18回戦（明治神宮野球場）、3回1/3を2失点（自責点1）
- 初勝利：1974年8月21日、対大洋ホエールズ16回戦（川崎球場）、4回裏2死に2番手で救援登板、2回1/3を1失点
- 初セーブ：1974年9月15日、対ヤクルトスワローズ22回戦（草薙球場）、9回裏無死に2番手で救援登板・完了、1回無失点
- 初先発勝利：1977年9月2日、対南海ホークス後期11回戦（大阪スタヂアム）、5回1失点
- 初完投勝利：1978年8月12日、対ロッテオリオンズ後期4回戦（松山市営球場）、10回2失点（自責点1）

### 背番号
- 46 （1969年 - 1976年）
- 16 （1977年 - 1978年）
- 51 （1979年 - 1980年）
- 88 （1981年 - 1989年）
- 98 （1990年）